# Selenicereus validus

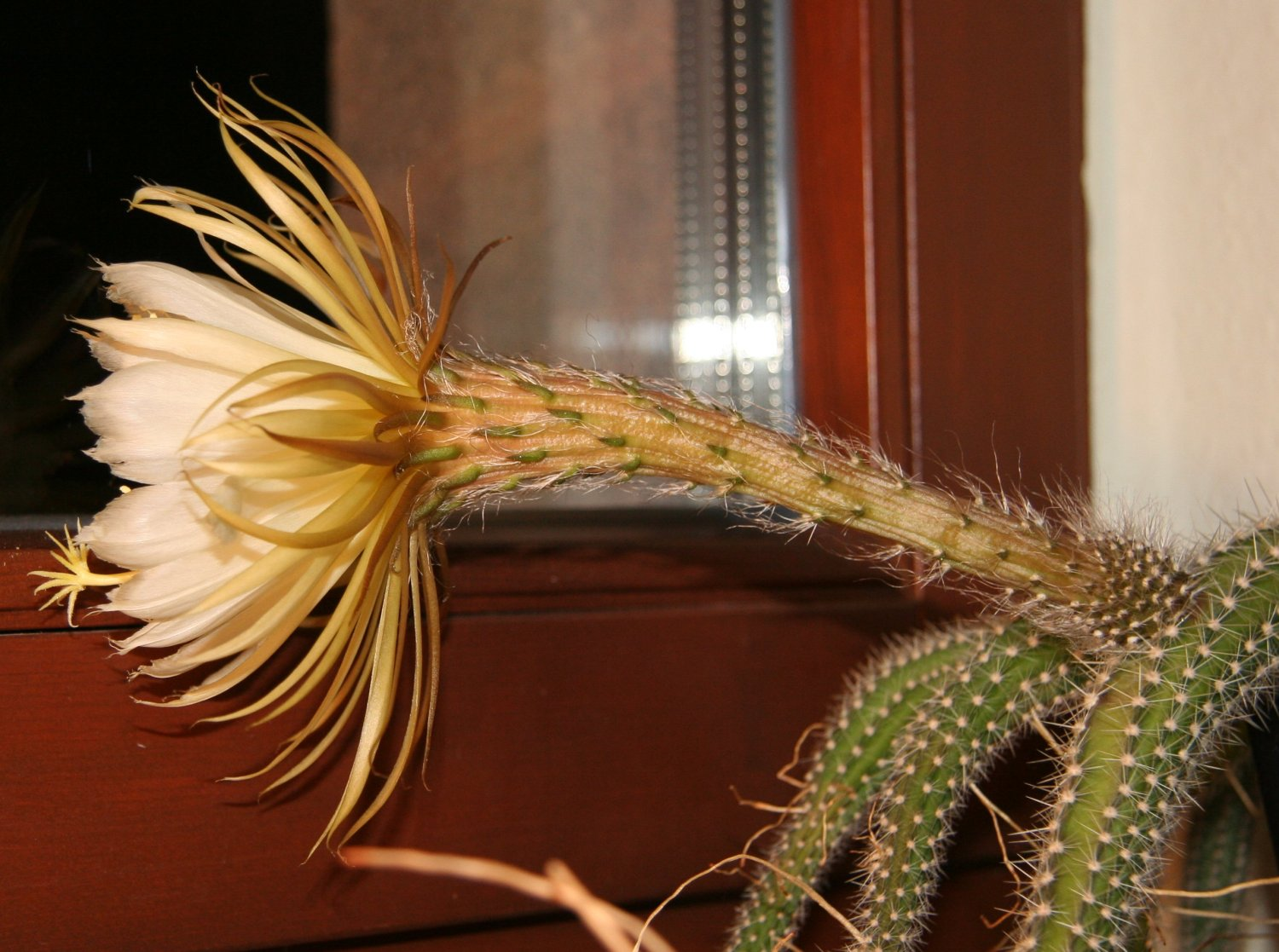
Virága

A Selenicereus validus egy szűk elterjedésű mexikói epifita kaktusz, a legkésőbb felfedezett fajok egyike a Selenicereus nemzetségben. Mindezek ellenére dísznövényként nagyon hamar elterjedt a világon könnyű nevelhetősége miatt. Magyar nyelven gyakran selyemkaktusznak hívják.

## Elterjedése és élőhelye
Mexikó: Michoacán állam, 7 km-re Villa Victoriától, 600 m tszf. magasságban.

## Jellemzői
Csüngő epifita növény, hajtásai 100–700 mm hosszúak, 20–30 mm átmérőjűek, számos vékony léggyökeret képeznek, 9-12 bordásak, enyhén hullámosak, a bordák 5–7 mm magasak. Areoláin 17-23 tűszerű tövis fejlődik, melyek 5–14 mm hosszúak. Virágai szubapikálisan jelennek meg, fehérek, 185–220 mm hosszúak, a pericarpium és a tölcsér zöldes-pirosas pikkelyekkel és a hónaljukban fejlődő fehér szőrökkel borított. Termése gömbölyű vagy gömbölyded vörös bogyó, 40–50 mm hosszú, fehér szőrök borítják.

## Rokonsági viszonyai
Megjelenésében emlékeztet a Selenicereus grandiflorus-ra, azonban hajtásai vaskosabbak, és jelentősen rövidebbek.